# Лейпунська Ніна Олександрівна
Ніна Олександрівна Лейпунська (9 травня 1930, Харків — 22 грудня 2008, Київ) — українська науковиця-археолог, кандидат історичних наук (1975).
Протягом 55 років — учасниця Ольвійської археологічної експедиції та керівниця декількох ділянок розкопок (1953—2008). Майже 35 років — наукова співробітниця Інституту археології НАН України (1969—2003), одна з фундаторок сучасного стану Археологічного музею Інституту. Авторка близько 120 наукових робіт, зокрема, декількох монографій, багаторазово публікувалася за кордоном. Учениця археолога Лазаря Славіна.

## Життєпис
Народилась 9 травня 1930-го року в Харкові.
У 1954-му році закінчила Історичний факультет Київського національного університету імені Тараса Шевченка за спеціальністю «Археологія». З 1956-го по 1960-й рік навчалася в аспірантурі Московського державного історичного музею за спеціальністю «Антична археологія». Учениця археолога Лазаря Славіна.
Ще зі студентської лави почала брати участь в Ольвійській археологічній експедиції, у складі якої працювала до своєї смерті в 2008-му році. Протягом майже 35-ти років (1972—2006) керувала розкопками декількох ділянок Верхнього та Нижнього міста Ольвії, житлових кварталів. Результати цієї роботи відображалися в фундаментальних наукових працях Ніни Лейпунської, надрукованих в Данії, Франції та інших країнах світу. Всього під авторством Лейпунської вийшло близько 120-ти наукових робіт.
З 1969-го року — наукова співробітниця Інституту археології НАН України, брала провідну участь у створенні експозицій Археологічного музею Інституту у сфері скіфоантичної археології. У 1975-му році здобула науковий ступінь кандидата історичних наук, захистивши дисертацію на тему «Амфоры из Ольвии VI—IV вв. до н.э.».
Деякий час працювала на посаді вченого секретаря Археологічного музею. Член Фондово-експертної комісії Міністерства культури України. Лектор та організатор багатьох міжнародних археологічних конференцій, зокрема, в Грузії, Греції, Польщі, Румунії тощо.

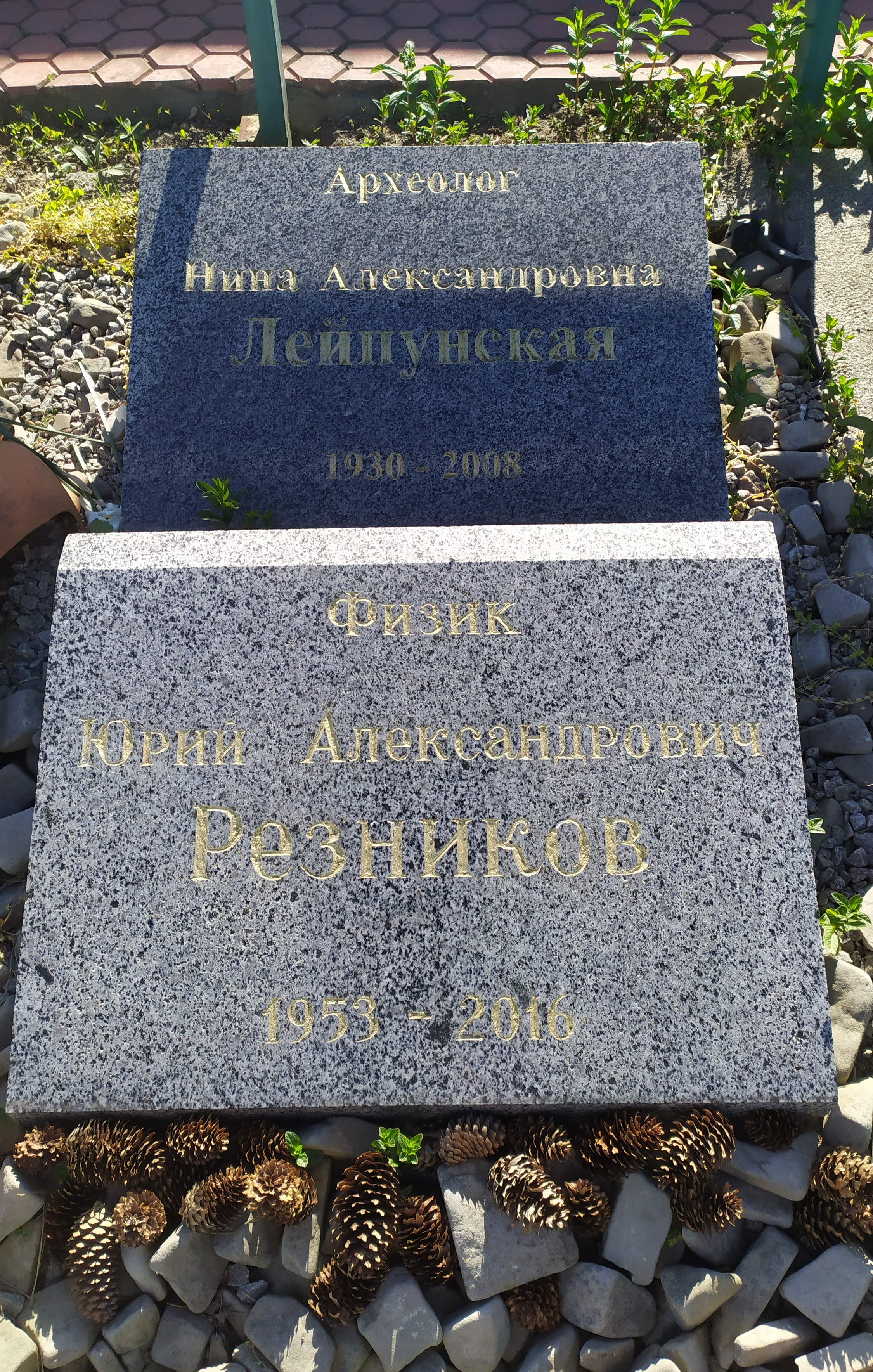
Могила Ніни Лейпунської та її сина, Байкове кладовище

Серед учнів Ніни Лейпунської — велика кількість докторів історичних наук, професорів, зокрема, Валентина Крапівіна, Алла Буйських, Олег Журавльов тощо.
З Інституту археології звільнилась в 2003-му році, зосередивши свою наукову увагу на Ольвії. До останніх місяців життя працювала над монографією за матеріалами розкопок на Ольвійській ділянці НГС, яка була опублікована посмертно в Данії.
Померла від нетривалої хвороби 22 грудня 2008 року. Похована на Байковому кладовищі разом із родиною (ділянка № 31).

### Родина
Донька визначних науковців-фізиків. Батько — Олександр Лейпунський (1903—1972), директор Інституту фізики АН УРСР, дослідник атомної та ядерної фізики. Мати — Антоніна Прихотько (1906—1995), директор Інституту фізики АН УРСР, дослідниця фізики неметалевих кристалів.
Перший чоловік — Олександр Рєзніков (1931—1980), історик, сходознавець. Від цього шлюбу народився син Юрій Рєзніков (1953—2016) — фізик, доктор фізико-математичних наук.
Другий чоловік — археолог Сергій Крижицький (1932—2018), колега Ніни Лейпунської по дослідженням Ольвії, професор.

## Науковий доробок (частковий)
- 1964 — «Культ Аполлона в Ольвии» (стаття)
- 1970 — «Про культ Ахілла у Північному Причорномор'ї» (стаття)
- 1971 — «Археологія Української РСР» (колективна монографія)
- 1972 — «Досвід розробки методики класифікації грецьких амфор» (стаття)
- 1973 — «Класифікація амфор архаїчного часу з Ольвії» (стаття)
- 1975 — «Амфоры из Ольвии VI—IV вв. до н.э.» (дисертація)
- 1978 — «Раскопки центрального квартала в Ольвии» (стаття)
- 1981 — «Керамическая тара из Ольвии (опыт изучения амфор 6–4 вв. до н. э.)» (монографія)
- 1982 — «Ольвия — память тысячелетий» (у співавторстві з Сергієм Крижицьким)
- 1984 — «Заметки о некоторых группах амфор из Ольвии» (стаття)
- 1986 — «Керамическое производство и керамика» (стаття)
- 1988 — «Комплекс западных ворот в Ольвии» (у співавторстві з Сергієм Крижицьким)
- 1994 — «Центральний житловий квартал Ольвії» (стаття)
- 1994 — «On Some Problems in Research of Amphoras Complex from Olbia Pontique VI—I B.C.» (Стамбул)
- 1997 — «Ольвия. Раскопки, история, культура» (у співавторстві з Сергієм Крижицьким)
- 1998 — «Давня історія України» (колективна монографія)
- 1999 — «Ольвия. Античное государство в Северном Причерноморье» (колективна монографія)
- 2004 — «Принципи моделювання економічного базису північнопричорноморської античної держави на прикладі Ольвії» (у співавторстві)
- 2006 — «Hellenistic amphoras from Olbia Pontic» (Батумі)
- 2007 — «Артеміда Ольвійська» (стаття)
- 2007 — «Olbian-Scythian Trade: Exchange Issues in the Sixth to Fourth Centuries BC» (Оксфордський університет)
- 2010 — «Опыт классификации керамики из архаических комплексов (по материалам Центрального квартала Ольвии)» (стаття; посмертно)
- 2010 — «The Lower City of Olbia (Sector NGS) in the 6th century BC to the 4th century AD.» (Орхуський університет; посмертно)
- 2011 — «Olbia. Fouilles, histoire, culture. Un État antique sur le littoral septentrional de la Mer Noire» (Франція)